# Alcáçovas
Alcáçovas è una freguesia portoghese del comune di Viana do Alentejo nel distretto di Évora, regione dell'Alentejo. È una delle tre freguesia di Viana do Alentejo (le altre due sono Aguiar e Viana do Alentejo).

## Storia
Il 4 settembre 1479 vi fu firmato il Trattato di Alcáçovas fra i rappresentanti di Alfonso V di Portogallo e e quelli dei Re cattolici (Isabella I di Castiglia e Ferdinando II d'Aragona) dall'altra. Tale trattato pose fine alla Guerra di successione castigliana e nel contempo fu il primo passo per la ripartizione delle sfere di influenza atlantiche e africane della Spagna, che si stava formando come entità statuale in quegli anni, e del Portogallo.

## Economia
L'economia è prevalentemente agricola e si basa sulla coltivazione dell'ulivo, del frumento, della produzione di sughero e sull'allevamento bovino.

## Monumenti e luoghi d'interesse

### Architetture religiose
- Chiesa madre di Salvador de Alcáçovas
- Cappella di San Pietro di Sequeiras.